# 데인저 클로스 게임스
데인저 클로스 게임스(Danger Close Games, 과거 EA 로스앤젤레스)는 미국의 비디오 게임 개발사이다. 1995년에 드림웍스 인터렉티브(Dreamworks Interactive LLC)라는 이름으로 드림웍스 SKG의 자회사로서 설립되었으며, 《메달 오브 아너》와 《커맨드 앤 컨커》 시리즈의 개발로 잘 알려져 있다.

## 역사
2000년에 일렉트로닉 아츠가 1995년에 설립된 드림웍스 SKG의 드림웍스 인터렉티브(Dreamworks Interactive LLC.)를 인수하여 자사의 EA 퍼시픽과 웨스트우드 스튜디오를 합병하여 설립한 스튜디오였다. 두문자어로 EALA라고도 부른다.
데인저 클로스 게임스는 EA 로스앤젤레스 내부 팀이다. 첫 프로젝트로 메달 오브 아너의 플레이스테이션 3, 엑스박스 360, PC판의 싱글플레이어 모드를 개발하였다.

## 개발한 게임

### 드림웍스 인터렉티브
- 구스범프스: 공포의 땅으로부터의 탈출 - PC (1996년)
- 네버후드 - PC (1997년)
- 잃어버린 세상: 쥬라기 공원 - PS (1997년)
- 쥬라기 공원: 침입자 - PC (1998년)
- 타이 후: 호랑이의 분노 - PS (1999년)
- 메달 오브 아너 - PS (1999년)
- 메달 오브 아너: 언더그라운드 - PS (2000년)
- 클라이브 바커의 언다잉 - PC (2001년)

### EA 로스앤젤레스
- 메달 오브 아너: 프론트라인 (PS2 - 2002년)
- 메달 오브 아너: 얼라이드 어썰트 - 스피어헤드 (PC 확장팩 - 2002년)
- 메달 오브 아너: 라이징 선 (PS2, Xbox, GameCube - 2003년)
- 커맨드 앤 컨커: 제너럴 - 제로 아워 (PC 확장팩 - 2003년)
- 골든 아이: 로그 에이전트 (PS2, Xbox, GameCube - 2004년)
- 메달 오브 아너: 퍼시픽 어썰트 (PC (2004년)
- 반지의 제왕: 중간계 전투 ((PC (2004년)
- 메달 오브 아너: 유로피언 어썰트 (Xbox, PS2, GameCube - 2005년)
- 반지의 제왕: 중간계 전투 2 (PC, Xbox 360 - 2006년)
- 반지의 제왕: 중간계 전투 2 - 마술사왕의 부활 (PC - 2006년)
- 커맨드 앤 컨커 3: 타이베리움 워즈 (PC, 엑스박스 360 - 2007년)
- 메달 오브 아너: 에어본 (PC, PS2, PS3, Xbox 360 - 2006년)
- 커맨드 앤 컨커 3: 케인의 분노 (PC, Xbox 360 (2008년)
- 붐 박스 - (Wii, 2008년)
- 커맨드 앤 컨커: 레드 얼럿 3 (PC, PS3, Xbox 360 - 2009년)
- 커맨드 앤 컨커: 레드 얼럿 3 - 업라이징 (PC, PS3, Xbox 360 - 2009년)
- 붐 박스 바시 파티 (Wii - 2009년)
- 커맨드 앤 컨커 4: 타이베리안 트와일라잇 (PC - 2010년)

### 데인저 클로스 게임스
- 메달 오브 아너 (PS3, Xbox 360, PC - 2010년)
- 메달 오브 아너: 워파이터 (PlayStation 3, Xbox 360, Wii U, PC - 2012년)

### 개발 취소된 게임
- 메달 오브 아너: 플라이트 커맨드 - PS2
- 타이베리움 - PC, PS3, Xbox 360
- LMNO - PS3, Xbox 360